# Anna von Sprewitz
Anna von Sprewitz (* 12. September 1847 in Güstrow; † 26. Januar 1923 in Göppingen-Jebenhausen) war eine deutsche Diakonisse und Stiftungsgründerin.

## Herkunft
Anna von Sprewitz stammt von dem aus Mecklenburg stammenden Adelsgeschlecht von Sprewitz ab. Ihr Vater war Adolph von Sprewitz (1800–1882) und ihre Mutter Bertha Knappe von Knappstädt (1818–1885). Sie war das jüngste von insgesamt sechs Kindern.

## Leben
Die Kindheit von Anna von Sprewitz wurde stark von ihrem Vater geprägt, der als Oberinspektor des Landesarbeitshauses in Güstrow arbeitete und dort Heimatlose, Bettler und Verbrecher betreute. Sie wurde Diakonisse und arbeitete zunächst als Gemeindeschwester in Güstrow und später als Ausbilderin von Diakonissen. Ein beruflicher Wechsel führte sie nach Hamburg, wo sie sogenannte „gefallene Mädchen“ auf der Reeperbahn betreute.
Eine schwere Erkrankung führte Anna von Sprewitz im Jahr 1889 nach Bad Boll, wo sie Pfarrer Christoph Blumhardt kennenlernte. Von 1895 an arbeitete Anna von Sprewitz im Kurhaus Bad Boll, erst in der Betreuung Kranker, dann in der wirtschaftlichen Leitung. Sie führte dann auch den Haushalt von Pfarrer Blumhardt, der von 1906 bis zu seinem Tod im Jahr 1919 bei ihr in Jebenhausen lebte, während seine Frau in Bad Boll blieb. Beide waren sich im Glauben und in ihrer Lebenshaltung sehr nahe und traten für eine Verbesserung der sozialen Verhältnisse ein. Das ungewöhnliche Arrangement diente noch eine Generation später Karl Barth und Charlotte von Kirschbaum als Referenz- und Abgrenzungspunkt.
Anna von Sprewitz errichtete zusammen mit Pfarrer Blumhardt am 30. Dezember 1913 die Stiftung „Kinderheim Wieseneck“ in Jebenhausen bei Göppingen. Da Männer und Frauen zu der Zeit in der Arbeitervorstadt Jebenhausen arbeiteten, waren die Kinder ohne Betreuung. Durch die Stiftung wurde ein Kindergarten und ein Hort für Schulkinder gegründet, um die Betreuung zu übernehmen. Anna von Sprewitz hatte verfügt, dass nach ihrem Tode aus dem Nachlass weiteres Kapital (30000 Mark) in die Stiftung fließen solle, so dass ein benachbarter Bauernhof gekauft werden konnte. Diese Sachwerte verhinderten, dass die Stiftung in der Inflationszeit unterging, und so konnte die Stiftung 2013 ihr hundertjähriges Bestehen feiern.
Nach dem Tod von Pfarrer Christoph Blumhardt gab Anna von Sprewitz seine Schriften heraus. Sie setzte sich auch dafür ein, dass die Herrnhuter Brüdergemeine die Boller Einrichtung übernahm.
Die Gemeinde Jebenhausen ernannte am 23. Juni 1913 Anna von Sprewitz zur Ehrenbürgerin. Nach ihr ist in Jebenhausen die Von-Sprewitz-Straße benannt.

## Schriften
- Anna von Sprewitz: Auf ewigem Wege - Eigenhändiger Lebenslauf Gnadau 1926.
- Blumhardt, Christoph, Eugen Jäckh und Anna von Sprewitz: Vom Reich Gottes. Berlin 1925.